# Sixième Colonne
Sixième Colonne (titre original: Sixth Column: The Day After Tomorrow) est un roman de Robert A. Heinlein paru initialement en épisodes dans Astounding Stories entre janvier et mars 1941, puis publié en volume en 1949.

## Résumé
Une installation de recherche ultra-secrète cachée dans les Montagnes Rocheuses du Colorado est le dernier avant-poste des forces armées des États-Unis après sa défaite par les panasiatiques. Les conquérants avaient annexé les Soviétiques après avoir été attaqués par eux et avaient ensuite absorbé l'Inde puis envahi le reste du monde. Les envahisseurs sont décrits comme impitoyables et cruels - par exemple, ils écrasent une rébellion avortée en tuant 150 000 civils américains en guise de punition. Notant que les envahisseurs ont autorisé la liberté de religion (pour mieux pacifier leurs esclaves), les Américains ont créé leur propre église afin de construire un mouvement de résistance - la sixième colonne (par opposition à une cinquième colonne traîtresse).
Le laboratoire est dans la tourmente lorsque le roman commence. Tous les membres du personnel sauf six hommes, sont tués en raison de forces inconnues libérées par une expérience opérant dans les spectres magnéto-gravitiques ou électro-gravitiques nouvellement découverts. Les scientifiques survivants apprennent bientôt qu'ils peuvent tuer sélectivement les gens en libérant la pression interne de leurs membranes cellulaires, entre autres choses. En utilisant cette découverte, ils construisent une arme sélective qui ne tue que les Asiatiques.
A leur tête, Whitey Ardmore, un ancien publicitaire qui, grâce à cette extraordinaire invention et à une rare maîtrise des techniques de la guerre psychologique, va tenter de déstabiliser ce cruel ennemi en apparence invincible et de libérer tout le pays.

## Éditions françaises
- Hachette, L'énigme - romans extraordinaires no 2, 1951.
- Terre de Brume, Coll. Poussières d'étoiles no 14, 2006  (ISBN 2-84362-289-1).
- Gallimard, Coll. Folio SF no 299, 2008  (ISBN 2070343618).